# Statens växtskyddsanstalt

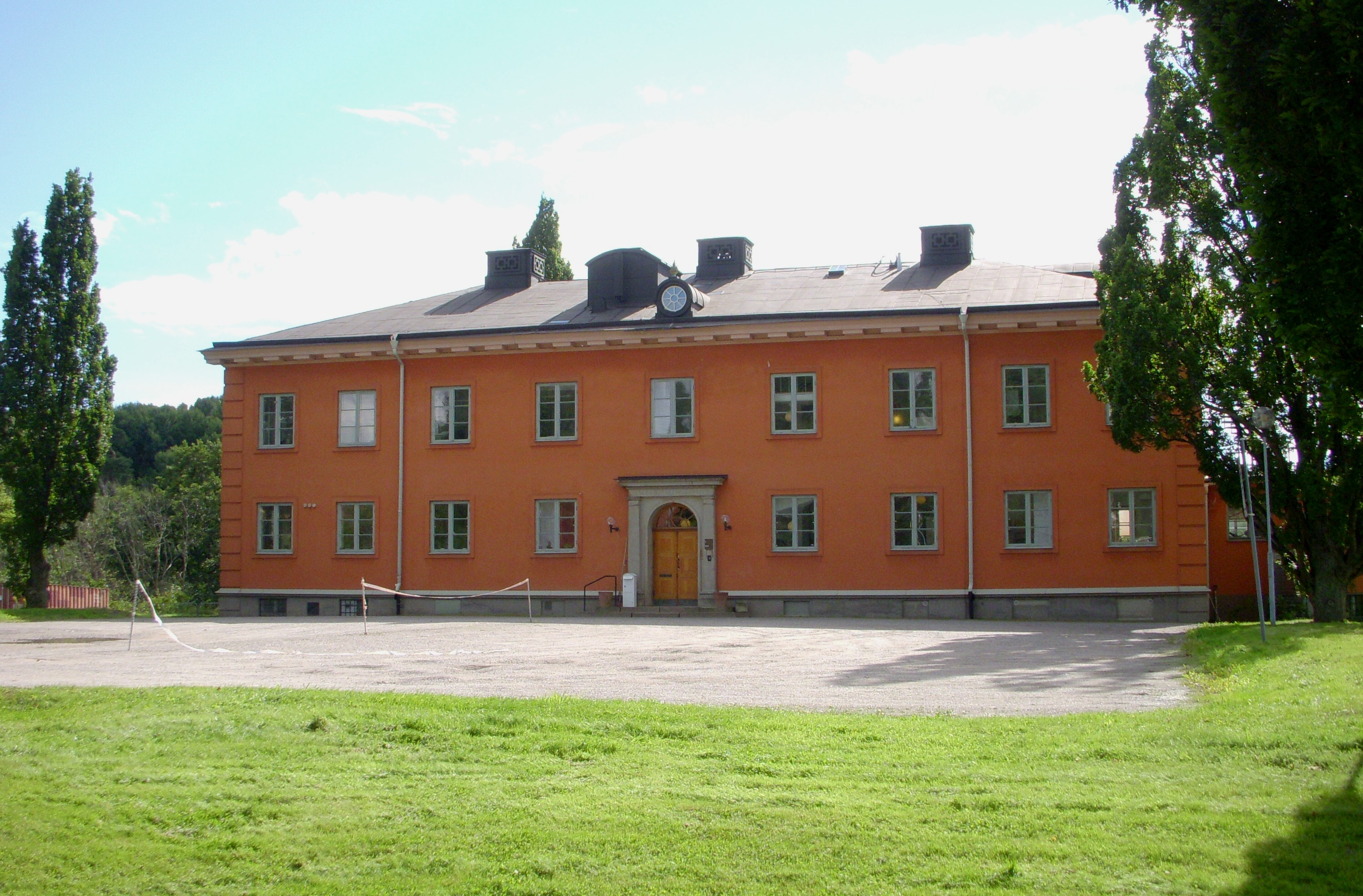
Statens växtskyddsanstalt tidigare byggnad vid Pipers väg i Bergshamra, Solna.

Statens växtskyddsanstalt var en tidigare svensk myndighet, som fanns under åren 1932–1976. 
Statens växtskyddsantalts verksamhet bestod av grundläggande och tillämpad forskning inom växtskydd. Det fanns också en zoologisk avdelning med forskning inom biodling. Myndigheten bildades genom att växtskyddsverksamheten bröts ut ur Centralanstalten för försöksväsendet på jordbruksområdet, och dess entomologiska verksamhet hade en bakgrund i Statens entomologiska anstalt.
Byggnaden i Bergshamra uppfördes 1930 efter ritningar av Sven Erik Lundqvist, ursprungligen för Institutet för husdjursförädling. Den övertogs 1936 av Statens växtskyddsanstalt, varvid det byggdes ut med en av Erik Fant ritad flygel väster om huvudbyggnaden. SIPRI flyttade in i fastigheten 1980.
År 1939 inrättades en filial till Statens växtskyddsanstalt i Alnarp och 1948 filialer i Linköping och Skara. År 1976 gick Statens växtskyddsanstalt upp i Lantbrukshögskolan, som året efter övergick i Sveriges lantbruksuniversitet.